# إيتوال فيلانتي واغادوغو
ايتوال فيلانتي واغادوغو (بالفرنسية:Étoile Filante) هو نادي كرة قدم بوركيني مقره العاصمة واغادوغو. يلعب الفريق مبارياته المنزلية على ملعب 4 أغسطس. لونا الفريق هما الأزرق والأبيض. سبق للنادي أن توج 12 مرة ببطولة الدوري المحلي و20 مرة بكأس بوركينا فاسو.